# Aegilops geniculata

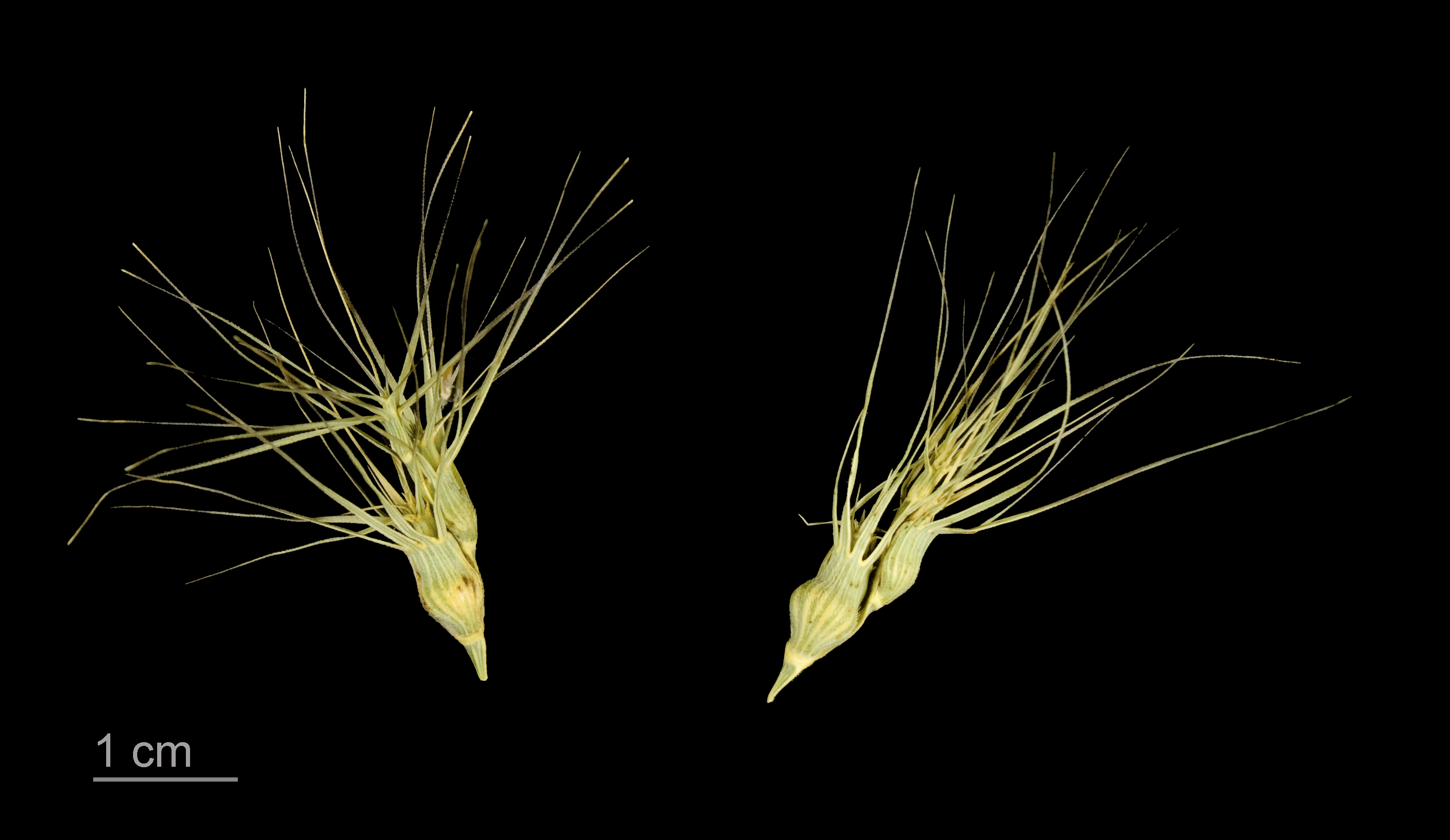
Aegilops geniculata

Aegilops geniculata là một loài thực vật có hoa trong họ Hòa thảo. Loài này được Roth mô tả khoa học đầu tiên năm 1787.

## Hình ảnh

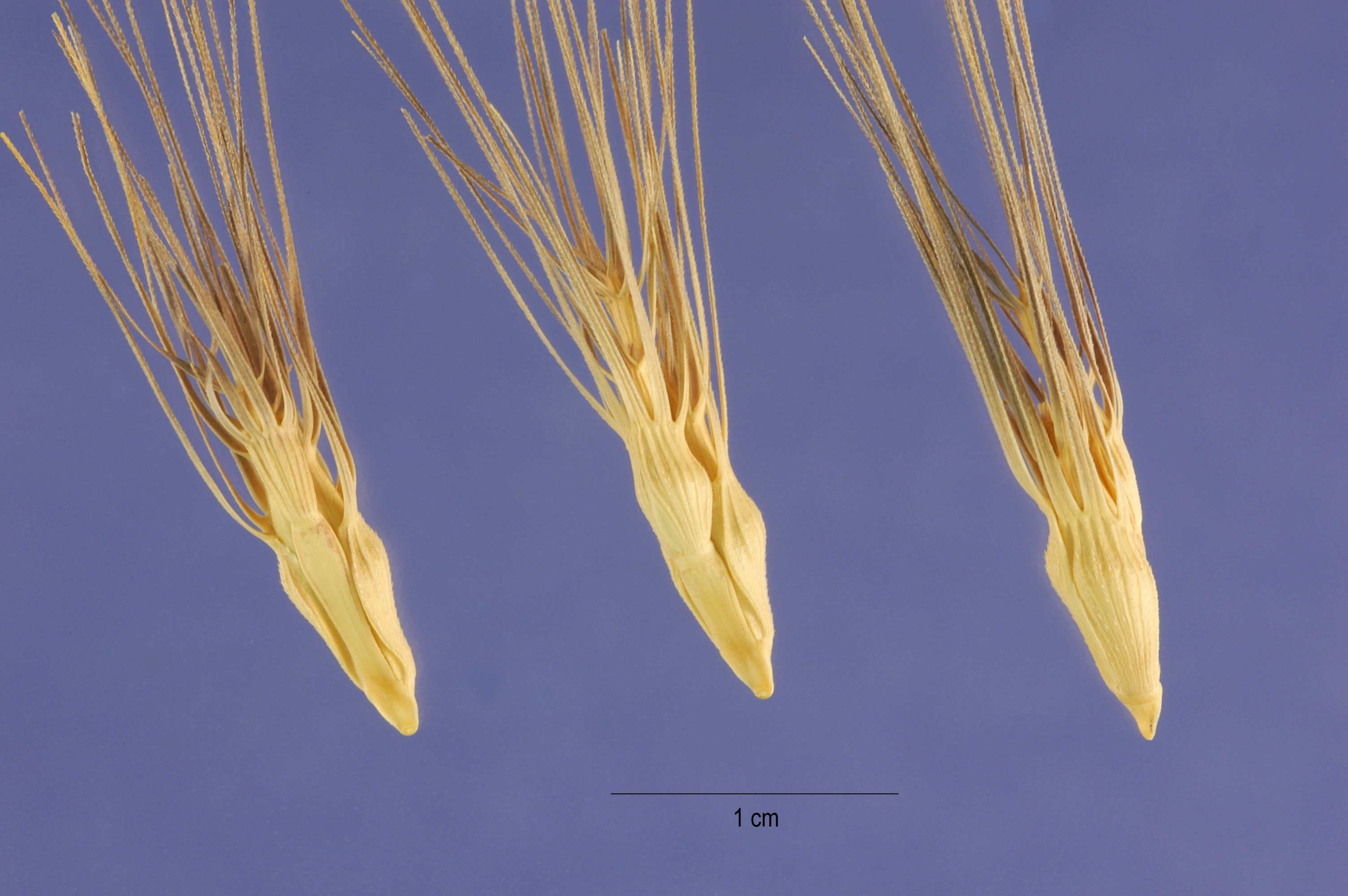
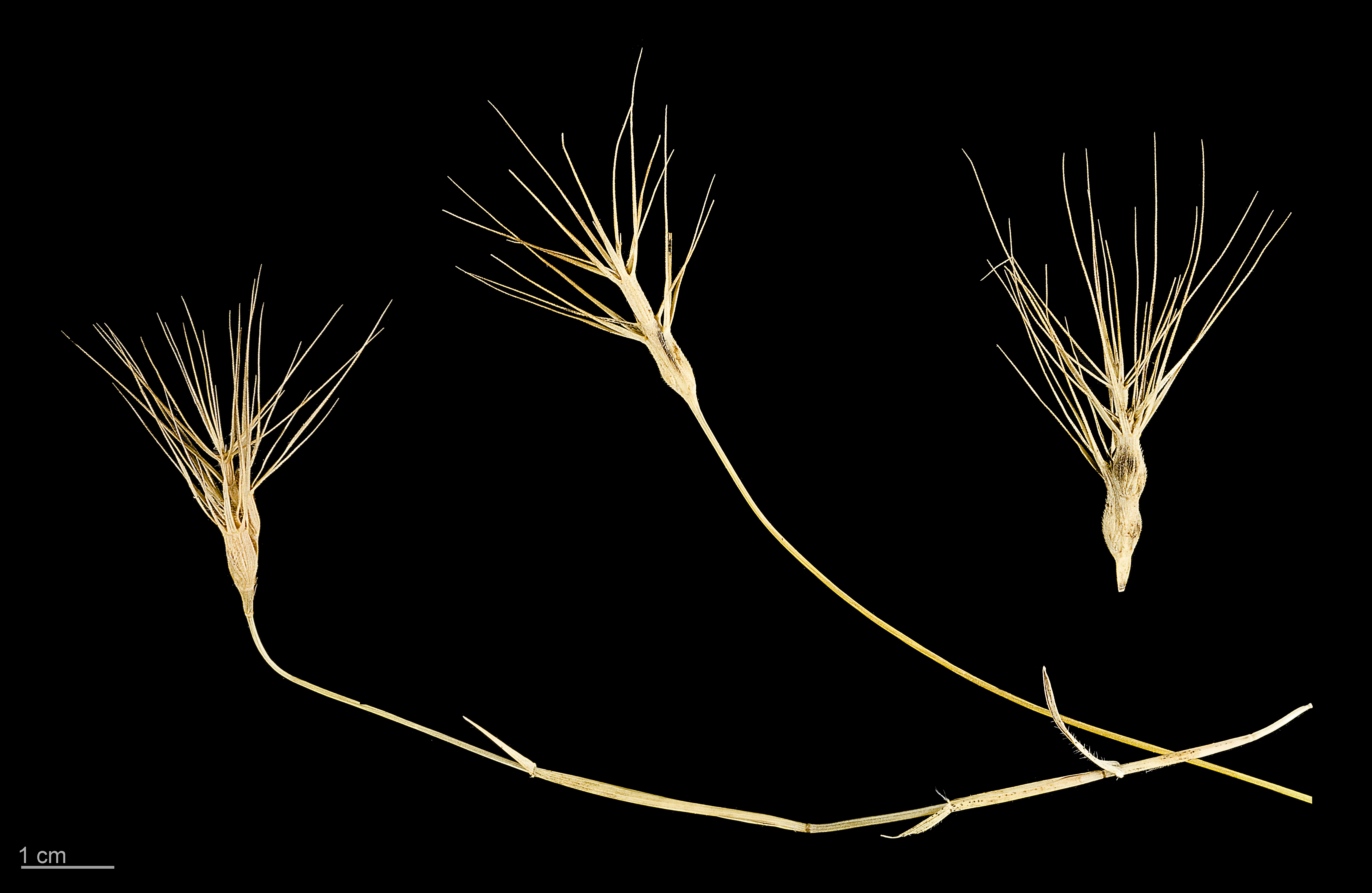
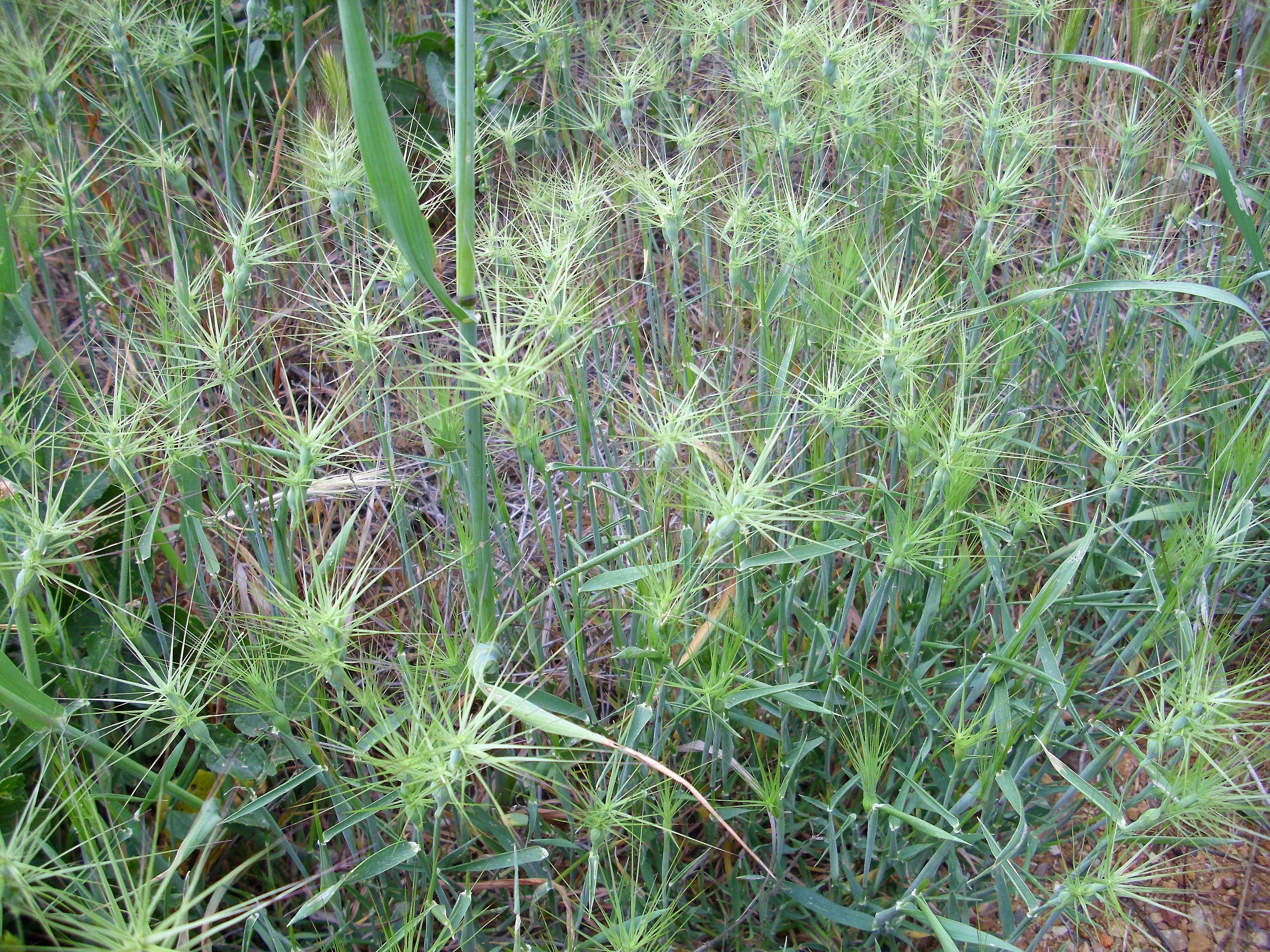
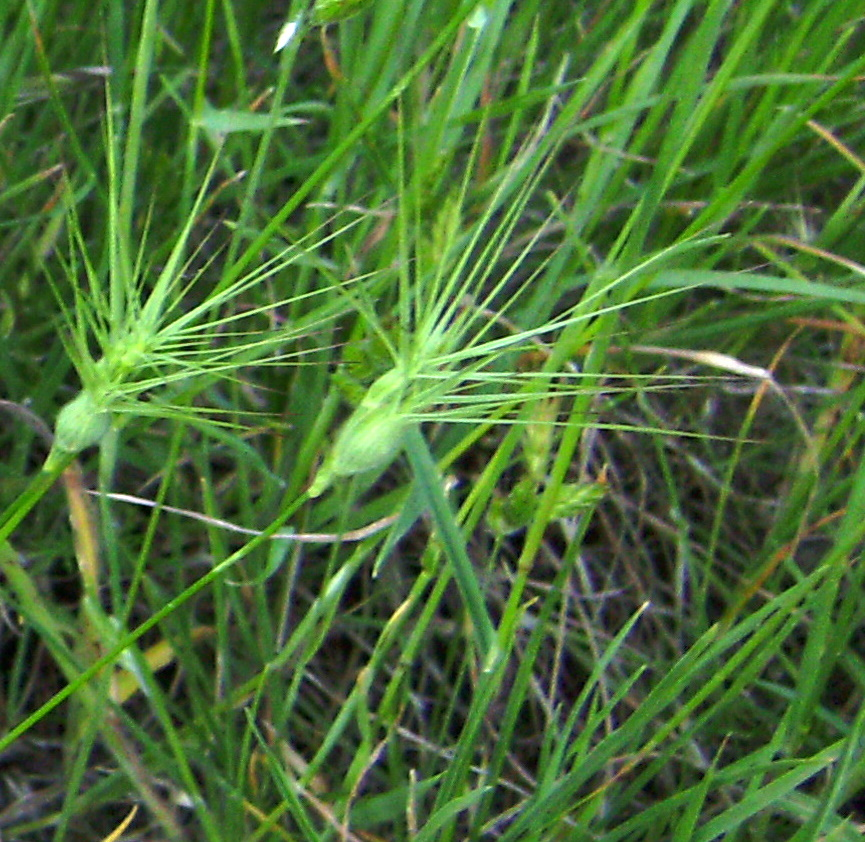